# Taekwondo nos Jogos Olímpicos de Verão da Juventude de 2010 - Até 55 kg feminino
A competição da categoria até 55 kg feminino do taekwondo nos Jogos Olímpicos de Verão da Juventude de 2010 foi realizada em 17 de agosto no Centro Internacional de Convenções, em Singapura.. Um total de onze garotas competiram neste evento, limitado a lutadoras com peso corporal inferior a 55 quilogramas. As preliminares foram disputadas a partir das 14:00, as quartas-de-final a partir das 15:22, as semifinais a partir das 18:30 e a final às 19:53, sempre no horário de Singapura. Foram distribuídas duas medalhas de bronze em todas as competições do taekwondo.

## Medalhistas
| Ouro   | GBR Jade Jones                               |
| Prata  | VIE Nguyễn Thanh Thảo                        |
| Bronze | SWE Jennifer Ågren SIN Shafinas Abdul Rahman |

## Resultados
Legenda
- PTG — Vitória por diferença de pontos
- SUP — Vitória por superioridade
- OT — Vitória na prorrogação (Ponto de Ouro)

|  | Preliminares           | Preliminares           | Preliminares |  |  | Quartas de final          | Quartas de final      | Quartas de final      |   |                           | Semifinais                | Semifinais     | Semifinais |  |  | Final | Final | Final |
|  |                        |                        |              |  |  |                           |                       |                       |   |                           |                           |                |            |  |  |       |       |       |
|  |                        |                        |              |  |  |                           |                       |                       |   |                           |                           |                |            |  |  |       |       |       |
|  |                        |                        |              |  |  | MEX Monica Chavez         | MEX Monica Chavez     | 4                     |   |                           |                           |                |            |  |  |       |       |       |
|  | GBR Jade Jones         | GBR Jade Jones         | 7            |  |  | GBR Jade Jones            | GBR Jade Jones        | 7                     |   |                           |                           |                |            |  |  |       |       |       |
|  | CIV Ruth Gbagbi        | CIV Ruth Gbagbi        | 3            |  |  |                           |                       |                       |   | GBR Jade Jones            | GBR Jade Jones            | 4              |            |  |  |       |       |       |
|  |                        |                        |              |  |  |                           | SWE Jennifer Ågren    | SWE Jennifer Ågren    | 0 |                           |                           |                |            |  |  |       |       |       |
|  |                        |                        |              |  |  | SEN Ndeye Coumba Diop     | SEN Ndeye Coumba Diop | DSQ                   |   |                           |                           |                |            |  |  |       |       |       |
|  |                        |                        |              |  |  | SWE Jennifer Ågren        |                       |                       |   |                           |                           |                |            |  |  |       |       |       |
|  |                        |                        |              |  |  |                           |                       |                       |   |                           | GBR Jade Jones            | GBR Jade Jones | 9          |  |  |       |       |       |
|  |                        |                        |              |  |  |                           | VIE Nguyễn Thanh Thảo | VIE Nguyễn Thanh Thảo | 6 |                           |                           |                |            |  |  |       |       |       |
|  |                        |                        |              |  |  | SIN Shafinas Abdul Rahman |                       |                       |   |                           |                           |                |            |  |  |       |       |       |
|  | KIR Kaburee Ioane      | KIR Kaburee Ioane      |              |  |  | KIR Kaburee Ioane         | KIR Kaburee Ioane     | RSC 1 0:59            |   |                           |                           |                |            |  |  |       |       |       |
|  | TOG Michele Dorkenoo   | TOG Michele Dorkenoo   | RSC 2 1:16   |  |  |                           |                       |                       |   | SIN Shafinas Abdul Rahman | SIN Shafinas Abdul Rahman | 8              |            |  |  |       |       |       |
|  | STP Sara Neves Bolivar | STP Sara Neves Bolivar | KO 1 0:58    |  |  |                           | VIE Nguyễn Thanh Thảo | VIE Nguyễn Thanh Thảo | 9 |                           |                           |                |            |  |  |       |       |       |
|  | VIE Nguyễn Thanh Thảo  | VIE Nguyễn Thanh Thảo  |              |  |  | VIE Nguyễn Thanh Thảo     | VIE Nguyễn Thanh Thảo | 3                     |   |                           |                           |                |            |  |  |       |       |       |
|  |                        |                        |              |  |  | TUN Rahma Ben Ali         | TUN Rahma Ben Ali     | 1                     |   |                           |                           |                |            |  |  |       |       |       |
|  |                        |                        |              |  |  |                           |                       |                       |   |                           |                           |                |            |  |  |       |       |       |